# Koman Coulibaly
Koman Coulibaly (Bamako, 4 juli 1970) is een Malinees voetbalscheidsrechter. Hij internationaal scheidsrechter voor de FIFA sinds 1999. Hij floot zijn eerste interland op 19 april 2000, tussen Mali en Burkina Faso. Coulibaly was een van de drie Afrikaanse scheidsrechters op het wereldkampioenschap voetbal 2010 in Zuid-Afrika. Coulibaly werd in de loop van het toernooi door de FIFA naar huis gestuurd omdat hij een foute beslissing heeft genomen in de wedstrijd tussen de Verenigde Staten & Slovenië.

## Levensloop
Coulibaly heeft een diploma van de Faculte des Sciences et economiques Juridiques aan de universiteit van Bamako, en is een financieel inspecteur van de regering van Mali. Hij begon zijn loopbaan in 1994 als scheidsrechter. In de loop der jaren is Coulibaly steeds controversiëler geworden, doordat hij een aantal foute beslissingen heeft genomen in belangrijke interlands. Coulibaly was scheidsrechter bij de strijd om de Afrika Cup in 2002, 2004, 2006, 2008 en 2010.

## Wereldkampioenschap voetbal 2010
Coulibaly was als scheidsrechter geselecteerd voor de kwalificatie en het hoofdtoernooi van het wereldkampioenschap voetbal 2010. Op 18 juni 2010 leidde hij de wedstrijd in Groep C tussen de Verenigde Staten en Slovenië. In de 86ste minuut keurde Coulibaly een treffer af van de VS, waarna hij veel kritiek kreeg. De Malinees werd dan ook in de loop van het toernooi door de FIFA naar huis gestuurd. Sepp Blatter gaf in een persconferentie aan dat Coulibaly een blunder had gemaakt in de bewuste wedstrijd.